# Championnat de Tunisie de football 2006-2007
Navigation
Saison précédente Saison suivante
La saison 2006-2007 du championnat de Tunisie de football est la 52e édition de la première division tunisienne à poule unique, la Ligue Professionnelle 1. Les quatorze meilleurs clubs tunisiens jouent les uns contre les autres à deux reprises durant la saison, à domicile et à l'extérieur. En fin de saison, les deux derniers du classement sont relégués et remplacés par les deux meilleurs clubs de Ligue Professionnelle 2.
Cette saison, c'est l'Étoile sportive du Sahel qui remporte le championnat en terminant en tête du classement, avec cinq points d'avance sur le Club africain et sur le tenant du titre, l'Espérance sportive de Tunis. Cette dernière perd son titre mais conserve la coupe de Tunisie après sa victoire en finale face au Club athlétique bizertin. C'est le 8e titre de champion de Tunisie de l'histoire de l'Étoile sportive du Sahel.

## Clubs participants
- Club athlétique bizertin
- Club africain
- Espérance sportive de Tunis
- Étoile sportive du Sahel
- Espoir sportif de Hammam Sousse - Promu de LP2
- Union sportive monastirienne
- Étoile olympique La Goulette Kram
- Club sportif de Hammam Lif
- Stade tunisien
- Club sportif sfaxien
- El Gawafel sportives de Gafsa
- Avenir sportif de La Marsa
- Olympique de Béja - Promu de LP2
- Espérance sportive de Zarzis

## Compétition

### Classement
Le barème de points servant à établir le classement se décompose ainsi :
- Victoire : 3 points
- Match nul : 1 point
- Défaite : 0 point

| Rang | Équipe                              | Pts | J  | G  | N  | P  | Bp | Bc | Diff |
| ---- | ----------------------------------- | --- | -- | -- | -- | -- | -- | -- | ---- |
| 1    | Étoile sportive du Sahel (C1)       | 54  | 26 | 15 | 8  | 3  | 43 | 18 | +25  |
| 2    | Club africain                       | 49  | 26 | 13 | 10 | 3  | 38 | 22 | +16  |
| 3    | Espérance sportive de Tunis (T) (C) | 49  | 26 | 13 | 10 | 3  | 40 | 26 | +14  |
| 4    | Union sportive monastirienne        | 47  | 26 | 13 | 8  | 5  | 34 | 24 | +10  |
| 5    | Club sportif sfaxien (CC)           | 38  | 26 | 10 | 8  | 8  | 37 | 28 | +9   |
| 6    | Stade tunisien                      | 32  | 26 | 8  | 8  | 10 | 25 | 26 | -1   |
| 7    | El Gawafel sportives de Gafsa       | 30  | 26 | 6  | 12 | 8  | 25 | 32 | -7   |
| 8    | Olympique de Béja (P)               | 30  | 26 | 7  | 9  | 10 | 23 | 35 | -12  |
| 9    | Club sportif de Hammam Lif          | 29  | 26 | 6  | 11 | 9  | 22 | 26 | -4   |
| 10   | Avenir sportif de La Marsa (L)      | 27  | 26 | 7  | 6  | 13 | 22 | 34 | -12  |
| 11   | Espérance sportive de Zarzis        | 26  | 26 | 6  | 8  | 12 | 20 | 25 | -5   |
| 12   | Club athlétique bizertin            | 25  | 26 | 5  | 10 | 11 | 28 | 37 | -9   |
| 13   | Étoile olympique La Goulette Kram   | 24  | 26 | 5  | 9  | 12 | 15 | 27 | -12  |
| 14   | Espoir sportif de Hammam Sousse (P) | 23  | 26 | 4  | 11 | 11 | 14 | 26 | -12  |

|  | Qualification pour la Ligue des champions 2008 |
|  | Qualification pour la coupe de la confédération 2008 |
|  | Relégation directe en Ligue Professionnelle 2 |
|  | (T) Tenant du titre (C) Vainqueur de la coupe de Tunisie (L) Vainqueur de la coupe de la Ligue (P) Club promu de deuxième division (C1) Vainqueur de la Ligue des champions 2007 (CC) Vainqueur de la coupe de la confédération 2007 |

## Bilan de la saison
| Championnat de Tunisie de football 2006-2007 |                                     |
| Champion                                     | Étoile sportive du Sahel (8e titre) |
| Coupes et trophées                           |                                     |
| Vainqueur de la Coupe de Tunisie 2006-2007   | Espérance sportive de Tunis         |
| Qualifications continentales                 |                                     |
| Ligue des champions 2008                     | Étoile sportive du Sahel (tenant)   |
| Ligue des champions 2008                     | Club africain                       |
| Coupe de la confédération 2008               | Club sportif sfaxien (tenant)       |
| Coupe de la confédération 2008               | Espérance sportive de Tunis         |
| Promotions et relégations                    |                                     |
| Promus en Ligue Professionnelle 1            | Jendouba Sports                     |
| Promus en Ligue Professionnelle 1            | Stade gabésien                      |
| Relégués en Ligue Professionnelle 2          | Étoile olympique La Goulette Kram   |
| Relégués en Ligue Professionnelle 2          | Espoir sportif de Hammam Sousse     |